# Klein Rogahn
Klein Rogahn ist eine Gemeinde im Landkreis Ludwigslust-Parchim in Mecklenburg-Vorpommern (Deutschland). Sie wird vom Amt Stralendorf mit Sitz in der Gemeinde Stralendorf verwaltet.

## Geografie und Verkehrsanbindung
Das Gemeindegebiet grenzt im Osten direkt an die Landeshauptstadt Schwerin. Eine etwa zwölf Hektar große Exklave Klein Rogahns befindet sich auf dem Stadtgebiet Schwerins. In drei Kilometern Entfernung besteht in Schwerin-Görries Anschluss an die Bundesstraße 106 und die Bahnstrecke Wismar-Schwerin-Ludwigslust.
Zu Klein Rogahn gehört der Ortsteil Groß Rogahn.
Umgeben wird Klein Rogahn von den Nachbargemeinden Wittenförden im Norden, Schwerin im Osten, Pampow im Südosten, Stralendorf im Süden sowie Grambow im Westen.

## Geschichte
Die erste urkundliche Erwähnung stammt aus dem Jahre 1345. Laut Siedlerverzeichnis des Amtes Schwerin erfolgte die Aufführung von Groß Rogahn in Dorf und Gut, dies änderte sich erst 1935 mit zunehmender Besiedlung. 1712 endete die Zugehörigkeit Klein Rogahns zur Stadt Wismar. 1952 wurden Landwirte als Sollschuldner vertrieben. Man gab ihnen damit Anlass zur Flucht aus der DDR in die Bundesrepublik Deutschland. Um 1960 wurden Bauern, wie in der DDR üblich, in der Landwirtschaftlichen Produktionsgenossenschaften kollektiviert.
Von 1952 bis 1994 gehörte die Gemeinde dem Kreis Schwerin-Land an.

## Politik
Die 2019 gewählte Gemeindevertretung setzt sich wie folgt zusammen:
- Wählergemeinschaft Rogahn: 6 Sitze
- CDU: 3 Sitze
- SPD: 1 Sitz

Dienstsiegel:
Die Gemeinde verfügt über kein amtlich genehmigtes Hoheitszeichen, weder Wappen noch Flagge. Als Dienstsiegel wird das kleine Landessiegel mit dem Wappenbild des Landesteils Mecklenburg geführt. Es zeigt einen hersehenden Stierkopf mit abgerissenem Halsfell und Krone und der Umschrift „GEMEINDE KLEIN ROGAHN • LANDKREIS LUDWIGSLUST-PARCHIM“.

## Sehenswürdigkeiten

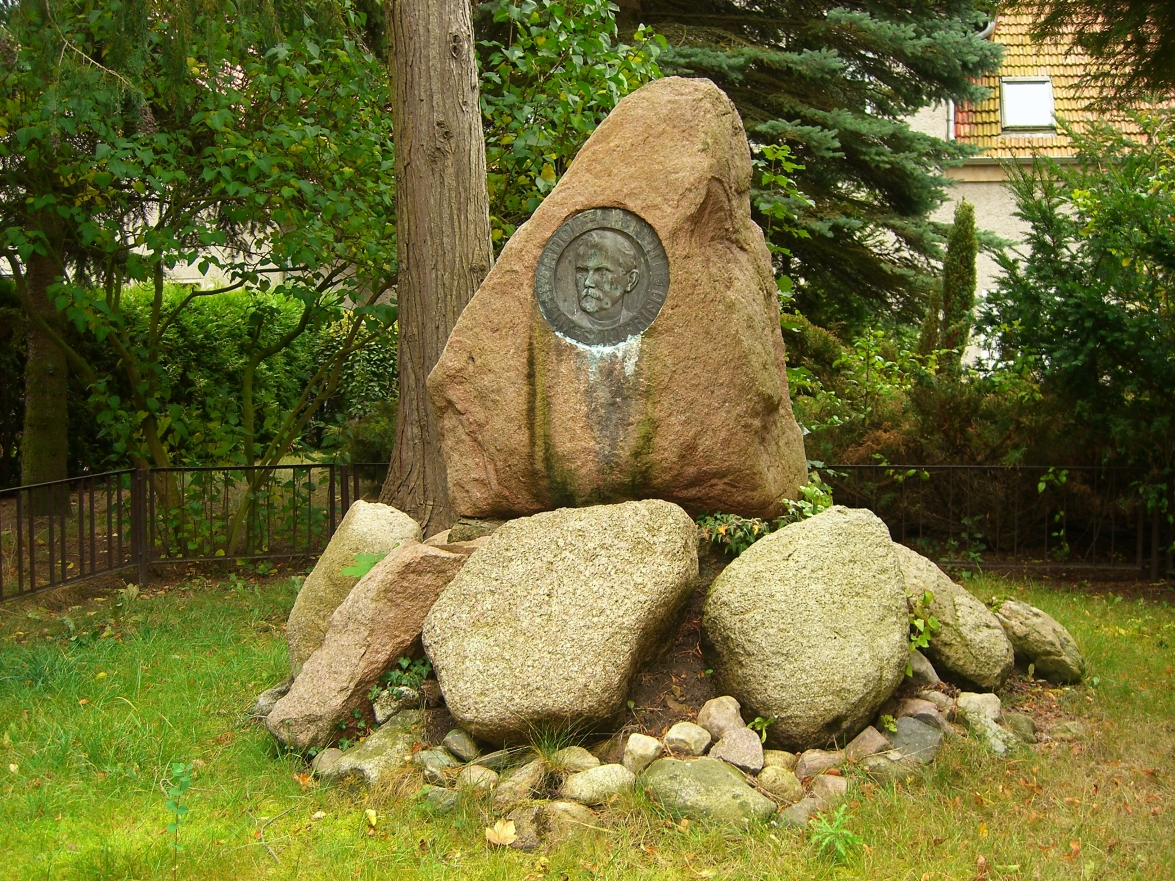
Gedenkstein für Felix Stillfried (Wilhelm Wandschneider)

## Persönlichkeiten
- Gerhard Baumann (1921–2006), Chefdirigent des Zentralen Orchesters der NVA
- Carl Schultz (1835–1907), Rechtsanwalt, Stadtverordneter in Schwerin und Schriftsteller
- Bruno Wansierski (1904–1994), der Vizeadmiral der Volksmarine verlebte seinen Lebensabend in Klein Rogahn und verstarb hier